# Glycaspis amnicola
Glycaspis amnicola är en insektsart som beskrevs av Moore 1961. Glycaspis amnicola ingår i släktet Glycaspis och familjen rundbladloppor. Inga underarter finns listade i Catalogue of Life.